# Puig de la Pinada
El Puig de la Pinada és una muntanya de 637 metres que es troba al municipi de Castellfollit de Riubregós, a la comarca catalana de l'Anoia.